# Andrej Alexejevič Amalrik
Andrej Alexejevič Amalrik rusky Андре́й Алексе́евич Амальри́к (12. května 1938, Moskva – 12. listopadu 1980, nedaleko Guadalajary, Kastilie – La Mancha, Španělsko) byl ruský disident, spisovatel a publicista.

## Život a dílo
Studoval historii na Lomonosovově univerzitě, odkud byl roku 1963 vyloučen za seminární práci obhajující normanskou teorii. V letech 1965–1966 byl vypovězen na Sibiř za příživnictví. Po návratu do Moskvy pracoval jako externista v tiskové agentuře Novosti. Psal hry ve stylu absurdního dramatu, spolu s Pavlem Litvinovem poskytli západním novinářům údaje o perzekuci sovětských disidentů, poté byl z agentury propuštěn a pracoval jako listonoš.
V roce 1969 napsal esej Přežije Sovětský svaz rok 1984? (narážka na román George Orwella 1984), v níž přišel s provokativní myšlenkou, že SSSR je země vnitřně nestabilní kvůli zaostávající ekonomice a národnostní roztříštěnosti, takže větší krize, za jakou Amalrik pokládal čínsko-sovětské konflikty (1969), by mohla vést k jeho kolapsu. Za vydání této knihy byl roku 1970 odsouzen ke třem letům odnětí svobody, po odpykání trestu musel nuceně pobývat v Magadanu až do roku 1975.
(Roku 1971 vyšel český překlad v exilovém nakladatelství Index.) V roce 1976 byl jedním ze zakladatelů Moskevské helsinské skupiny, následně byl zbaven sovětského občanství a donucen s manželkou Gjuzel Makudinovovou emigrovat do Nizozemska. Živil se publicistickou a přednáškovou činností, zemřel na silnici poblíž Guadalajary roku 1980 při autonehodě, během cesty z jižní Francie do Madridu.
Roku 1991 byl v Sovětském svazu soudně rehabilitován.